# Schwarzbuch
Ein Schwarzbuch ist eine Sammlung von Negativbeispielen aus der Sicht des Autors oder Herausgebers, die in Buchform veröffentlicht wird, in jüngerer Zeit auch als Dokument oder Website. Es gehört zur Gattung der Enthüllungsliteratur, die sich die Aufdeckung von – vermeintlichen oder tatsächlichen – unmoralischen, illegalen oder kriminellen Missständen (also entweder der „schwarzen“ [negativen] Seiten von Einzelpersonen beziehungsweise von politischen oder wirtschaftlichen Organisationen oder der „schwarzen Schafe“ innerhalb einer Branche) zur Aufgabe gemacht hat. Diese werden an den öffentlichen Pranger gestellt, beziehungsweise ohne Wertung der Öffentlichkeit kundgetan.

## Schwarzbücher

### Politik und Geschichte
- Rudolf Olden (Redaktion): Das Schwarzbuch. Tatsachen und Dokumente. Die Lage der Juden in Deutschland 1933. Hrsg. Leo Motzkin und das Comité des Délégations Juives Paris 1934.[1]
- Arthur Koestler: Menschenopfer unerhört – Ein Schwarzbuch über Spanien. Edition du Carrefour, Paris 1937, über den Spanischen Bürgerkrieg
- Das Schwarzbuch über die verbrecherische Massenvernichtung der Juden durch die faschistischen deutschen Eroberer in den zeitweilig okkupierten Gebieten der Sowjetunion und in den faschistischen Vernichtungslagern Polens während des Krieges 1941–1945. 1948 fertiggestellt und sogleich eingestampft. Russischsprachige Erstveröffentlichung: Tarbut, Jerusalem 1980. Deutsche Übersetzung der vollständigen Fassung: Wassili Grossman, Ilja Ehrenburg, Arno Lustiger (Hrsg.): Das Schwarzbuch, der Genozid an den sowjetischen Juden (übersetzt von Ruth und Heinz Deutschland), Rowohlt, Reinbek bei Hamburg 1994, ISBN 3-498-01655-5.
- Schwarzbuch Franz Josef Strauß von Wolfgang Roth, Bernt Engelmann u. a., Kiepenheuer & Witsch, Köln 1972, ISBN 3-462-00905-2.
- Das schwarze Kassenbuch: Die heimlichen Wahlhelfer der CDU/CSU von Bernt Engelmann und Pressedienst der Demokratischen Aktion, Kiepenheuer & Witsch, Köln 1973, ISBN 3-462-00926-5.
- Chile ein Schwarzbuch, Hrsg. von Hans-Werner Bartsch, Martha Buschmann, Gerhard Stuby und Erich Wulff, Pahl-Rugenstein 1974, über den Putsch in Chile 1973
- Livre noir: faits et preuves des actes d'aggression et d'annexation du Vietnam contre le Kampuchea. Cambodia. Hrsg. Dépt. de la Presse et l'information du Ministre des affairs ètrangéres, Phnom Penh 1978 (Schwarzbuch des vietnamesischen Angriffs, worin Pol Pot seine Überlegungen zu Vietnam sammeln ließ)
- Schwarzbuch Asyl: Lager, Verteilung, Abschiebung, herausgegeben von Koordination Flüchtlinge in Hamburg, 1986, Hamburg: Hamburger Arbeitskreis Asyl.
- Schwarzbuch des Kommunismus, ein von Stéphane Courtois herausgegebenes Buch über die Opfer und das Erbe der Ideologie. Piper, München / Zürich 2004, ISBN 3-492-04053-5 und ISBN 3-492-04552-9 (2. Teil).
- Rena Tangens und padeluun: Schwarzbuch Datenschutz – Ausgezeichnete Datenkraken der BigBrotherAwards Edition Nautilius Hamburg 2006
- Schwarzbuch USA von Eric Frey, 2., aktualisierte und erweiterte Auflage, Ullstein-TB 36998, Berlin 2008, ISBN 978-3-548-36998-3.
- Schwarzbuch des Bundes der Steuerzahler Deutschland als Buch, PDF und E-Book erhältlich.[2][3]
- Normand Lester: Le livre noir du Canada anglais, Ungerechtigkeiten der angelsächsischen Mehrheit gegen Frankokanadier, Juden und First Nations.
- Manolis Glezos (Hrsg.): Schwarzbuch der Besatzung (griechisch und deutsch), Athen. ISBN 978-960-89102-1-8. Über die Besetzung Griechenlands im Zweiten Weltkrieg

### Wirtschaft
- Jerry Mander und Edward Goldsmith: Schwarzbuch Globalisierung. Eine fatale Entwicklung mit vielen Verlierern und wenigen Gewinnern. (zuerst engl. 2001) Riemann Verlag, München 2002, ISBN 3-570-50025-X.
- Robert Kurz: Schwarzbuch Kapitalismus. Ein Abgesang auf die Marktwirtschaft. Eichborn Verlag, Frankfurt am Main 1999, ISBN 3-8218-0491-2.
- Michel Reimon und Christian Felber: Schwarzbuch Privatisierung. Wasser, Schulen, Krankenhäuser – was opfern wir dem freien Markt? Verlag Carl Ueberreuter, Wien 2003, ISBN 3-8000-3996-6.
- Andreas Hamann u. a.: Europäisches Schwarz-Buch Lidl, ver.di, Berlin 2006, ISBN 3-932349-21-0.
- Klaus Werner-Lobo und Hans Weiss: Das neue Schwarzbuch Markenfirmen. Die Machenschaften der Weltkonzerne. Deuticke Verlag, Wien 2003, ISBN 3-216-30715-8.
- J. Schäfer: J. Schäfer's Schwarzes-Buch. Verzeichnis jener Personen, welche ihren Verpflichtungen nicht nachkommen nebst Angabe aller größeren empfehlenswerten Vereine, Börsen, Museen, Postwertzeichen-, Besorgungs- und Prüfungsstellen. 1. Jahrgang No. 1, 1897. [Verlag von J. Schäfer Turn-Magurelle (Rumänien).] Verzeichnis aus dem Sammler- resp. Philatelistzen-Bereich.
- Schwarzbuch Börse der Schutzgemeinschaft der Kapitalanleger. Jährlich zu Jahresbeginn.
- DSW-Watchlist der Deutschen Schutzvereinigung für Wertpapierbesitz über die 50 größten Kapitalvernichter unter den börsennotierten deutschen Aktiengesellschaften im Qualitätssegment Prime Standard. Jährlich zu Jahresbeginn, nunmehr in der Zeitschrift Focus Money.
- Schwarzbuch ÖBB – Unser Geld am Abstellgleis von Hans Weiss, ISBN 978-3-552-06228-3.[4]

### Gesellschaft
- Agenturschluß: Schwarzbuch Hartz IV. Sozialer Angriff und Widerstand – Eine Zwischenbilanz. Assoziation A, Berlin 2006, ISBN 3-935936-51-6
- Marie Marcks: Prost, die Herren! Schwarzbuch zum Lauf der Welt Antje Kunstmann, München 1992, ISBN 3-88897-067-9.
- Christine Ockrent, Sandrine Treiner (Hrsg.): Das Schwarzbuch zur Lage der Frauen, eine Bestandsaufnahme (Originaltitel: Le livre noir de la condition des femmes übersetzt von Enrico Heinemann). Pendo, München / Zürich 2007, ISBN 978-3-86612-134-8.
- Mechthild Seithe: Schwarzbuch soziale Arbeit. Verlag für Sozialwissenschaften, Wiesbaden, 2010, ISBN 978-3-531-15492-3.
- SoVD Niedersachsen (Hrsg.): Schwarzbuch sozial, seit 2018
- Die Linken im Europäischen Parlament: Black Book oof Pushbacks, 2022. pdf, 1,2 MB.

### Religion
- Karlheinz Deschner: Kriminalgeschichte des Christentums, 9 Bände, Rowohlt TB, Reinbek bei Hamburg 1988–2010, ISBN 978-3-499-19969-1 bis ISBN 978-3-499-62443-8.
- Ibn Warraq: Warum ich kein Muslim bin (Originaltitel: Why I am not a Muslim übersetzt von Abu al-Adjanabi), Matthes & Seitz, Berlin 2004, ISBN 978-3-88221-838-1.
- Jaya Gopal: Gabriels Einflüsterungen: Eine historisch-kritische Bestandsaufnahme des Islam. Übersetzt und herausgegeben von Fritz Erik Hoevels. 4., erweiterte Auflage. Ahriman, Freiburg im Breisgau 2014, ISBN 978-3-89484-601-5 (= Unerwünschte Bücher zur Kirchen- und Religionsgeschichte, Band 5).
- Michael Hebeis: Schwarzbuch Kirche: Und führe uns nicht in Versuchung. Lübbe Taschenbuch, 2012, ISBN 978-3-404-60687-0.
- Ursula Caberta: Schwarzbuch Scientology Vorwort von Günther Beckstein, Gütersloher Verlagshaus, Gütersloh 2007, ISBN 978-3-579-06974-6.[5]
- Ursula Caberta: Schwarzbuch Esoterik. Gütersloher Verlagshaus, Gütersloh 2007, ISBN 978-3-579-06743-8.

### Sonstige
- Keyvan Davani, Renate Burger: Schwarzbuch Zigarette. Rauchen gefährdet Ihr Bewusstsein. Ueberreuter, Wien 2006, ISBN 978-3-8000-7208-8. 2. aktualisierte Auflage, Wien 2017, Creative Commons
- Gabriele Gillen, Walter van Rossum (Hrsg.): Schwarzbuch Deutschland. Das Handbuch der vermissten Informationen. Rowohlt, Reinbek bei Hamburg 2009, ISBN 978-3-498-02504-5.
- Wilfried Huismann: Schwarzbuch WWF, dunkle Geschäfte im Zeichen des Panda, Gütersloher Verlagshaus, Gütersloh 2012, ISBN 978-3-579-06675-2.
- Andreas Mäckler (Hrsg.): Schwarzbuch Wikipedia. Verlag zeitgeist Print & Online, Höhr-Grenzhausen 2020, ISBN 978-3-943007-27-5.
- Thomas Seifert, Klaus Werner: Schwarzbuch Öl. Eine Geschichte von Gier, Krieg, Macht und Öl. Deuticke, Wien 2005, ISBN 978-3-552-06023-4.
- Rena Tangens & padeluun: Schwarzbuch Datenschutz. Ausgezeichnete Datenkraken der BigBrotherAwards. Edition Nautilus, Hamburg 2006, ISBN 978-3-89401-494-0.
- Gewerkschaft Erziehung und Wissenschaft: Schwarzbuch Beschäftigung in der Weiterbildung (PDF; 2,3 MB). GEW, Frankfurt 2010, ISBN 978-3-939470-51-9.
- Gewerkschaft Erziehung und Wissenschaft: Schwarzbuch 2. Arbeit in Integrationskursen (PDF, 2 MB). GEW, Frankfurt 2012.